# Il ladro sono io!
Il ladro sono io! è un film di genere commedia del 1940, diretto da Flavio Calzavara.

## Trama
Una ragazza aspira a diventare cantante lirica, ma al suo debutto, peraltro accolta non molto bene dal pubblico, viene derubata di una collana. Giorni dopo, le si presenta il ladro dichiarando di essere stato cacciato dalla banda di cui faceva parte per la scoperta che la collana è in realtà falsa; lei è costretta a dire che l'aveva fatta spacciare come autentica al solo scopo di farsi pubblicità e il malfattore, con un ricatto, si fa assumere come segretario personale. Fa quindi studiare alla donna un'enorme quantità di spartiti in vista di scritture teatrali che in seguito sfumano misteriosamente. Alla fine la verità viene a galla: il falso ladro non è altro che un avvocato benestante, innamorato della ragazza, il quale ha cercato in ogni modo di farla desistere dal proposito di abbracciare la carriera artistica.

## Commento
Il film venne girato negli studi di Cinecittà nell'estate del 1939. Presentato alla Commissione di Revisione Cinematografica il 21 ottobre 1939, ottenne il visto di censura n. 30.753 del 27 ottobre 1939 con una lunghezza della pellicola accertata di 2.080 metri. Ebbe la prima proiezione pubblica nel luglio 1940.

## Altri tecnici
- Arredatore: Camillo Del Signore
- Direttore di produzione: Raffaele Colamonici
- Aiuto regista: Primo Zeglio
- Fonico: Ovidio Del Grande

## Critica
«(...) Come si può facilmente comprendere, Il ladro sono io! è un grottesco, in cui ogni battuta è caricaturale, ogni figura è costruita per far ridere e l'insieme oscilla continuamente tra la commedia e la farsa. Flavio Calzavara ha diretto questo film con uno stile non sempre consono al soggetto, ma con bello slancio e con chiarezza encomiabile. Gli interpreti, con Nelly Corradi e Carlo Tamberlani nei ruoli dei protagonisti, sono discreti tutti, sebbene nessuno di essi appaia completamente a suo agio nel personaggio che incarna». Guglielmina Setti, Il Lavoro di Genova, 7 maggio 1940
«Anche questa commedia, tradotta in film, risente l'origine, vale a dire resta un lavoro teatrale. (…) Nei panni del regista Calzavara, diligente ricostruttore della commedia, noi avremmo trovato un ritaglio di tempo per suggerire all'attore Tamberlani di essere meno corretto e lezioso. (…) Gli altri interpreti contribuiscono a dare vivacità e brio allo spettacolo». Anonimo, Corriere della Sera, 25 luglio 1940

## Recensioni
- Gastone Ramazzotti, Parla Flavio Calzavara (intervista sul set), in Film, 1º luglio 1939
- Enrico Roma, La Sera, 25 luglio 1940
- Vice, L’Italia, 24 luglio 1940
- Vice, Il Popolo d’Italia, 25 luglio 1940